# Emeka Mamale
Emeka Esanga Mamale (ur. 21 października 1977, zm. 25 czerwca 2020) – kongijski piłkarz grający na pozycji napastnika. Od 2010 roku grał w klubie DC Motema Pembe.

## Kariera klubowa
Karierę piłkarską Mamale rozpoczął w klubie DC Motema Pembe z Kinszasy. Zadebiutował w nim w 1995 roku w pierwszej lidze Demokratycznej Republiki Konga. W 1996 roku wywalczył z Motema Pembe mistrzostwo kraju.
W połowie 1996 roku Mamale wyjechał do Korei Południowej i przez 2 lata grał w tamtejszym Pohang Steelers. W 1996 roku zdobył z nim Puchar Korei Południowej. W 1998 roku Mamale grał już w Republice Południowej Afryki. W sezonie 1998/1999 był zawodnikiem Qwa Qwa Stars. Z kolei w latach 1999–2000 występował w Kaizer Chiefs FC.
Wiosną 2001 Mamale został zawodnikiem belgijskiego KSC Lokeren, a w połowie tamtego roku trafił do angolskiego FC Cabinda. W latach 2003–2006 był piłkarzem innego klubu z Angoli, Primeiro de Agosto z Luandy. W 2006 roku wywalczył z nim dublet - mistrzostwo i puchar kraju.
W sezonie 2006/2007 Mamale znów grał w RPA, tym razem w Silver Stars. W sezonie 2007/2008 był piłkarzem izraelskiego Hapoelu Akka. W 2009 roku wrócił do ojczyzny i został zawodnikiem TC Elima Matadi. Z kolei w 2010 roku powrócił do zespołu DC Motema Pembe. W 2010 roku zdobył z nim Coupe du Congo.

## Kariera reprezentacyjna
W reprezentacji Zairu Mamale zadebiutował w 1996 roku i w tym samym roku został powołany do kadry na Puchar Narodów Afryki 1996. Na nim rozegrał jeden mecz, z Liberią (2:0).
W 1998 roku Mamale był w kadrze Demokratycznej Republiki Konga na Puchar Narodów Afryki 1998. Zajął z nią 3. miejsce w tym turnieju, a jego dorobek to 5 meczów: z Tunezją (1:2), z Ghaną (1:0), ćwierćfinał z Kamerunem (1:0), półfinał z Republiką Południowej Afryki (1:2) i o 3. miejsce z Burkina Faso (4:4, k. 1:4).
W 2000 roku Mamale wziął udział w Pucharze Narodów Afryki 2000. Zagrał na nim tylko w grupowym meczu z Algierią (0:0).